# Большая Саранка (приток Койвы)
Большая Саранка — река в Горнозаводском городском округе Пермского края, приток Койвы. Впадает справа в 77 км от устья Койвы. Длина реки 14 км. Истоки южнее посёлка Лаки, от истока река течёт на юг по ненаселённой лесной местности, устье в 9 км ниже по течению Койвы посёлка Старый Бисер.

## Данные водного реестра
По данным государственного водного реестра России, река относится к Камскому бассейновому округу, бассейн реки Кама, подбассейн — Кама до Куйбышевского водохранилища (без бассейнов рек Белой и Вятки), водохозяйственный участок реки — Чусовая от в/п пгт. Кын до устья.
Код объекта в государственном водном реестре — 10010100712111100011252.